# Anemia simplicior
Anemia simplicior är en ormbunkeart som först beskrevs av Christ, och fick sitt nu gällande namn av John T. Mickel. Anemia simplicior ingår i släktet Anemia och familjen Anemiaceae. Inga underarter finns listade.